# إجهاد طبيعي
فيما يخص الطبيعة، الإجهاد اللاأحيائي، هو الإجهاد الناتج عن عوامل البيئة الطبيعية مثل درجات الحرارة الشديدة والريح والقحط والملوحة. لا تمتلك البشرية سيطرة على الإجهاد اللاأحيائي، ولكن من المهم للغاية بالنسبة للبشر أن يفهموا آلية تأثير عوامل الإجهاد على النباتات والكائنات الحية الأخرى حتى نتمكن من اتخاذ بعض التدابير الوقائية لحماية البيئة.
تُعتبر التدابير الوقائية هي الطريقة الوحيدة التي يستطيع بها البشر حماية أنفسهم وممتلكاتهم من الإجهاد اللا أحيائي، إذ يوجد أنواع عديدة ومختلفة من الإجهادات اللا أحيائية؛ وطُرقاً عديدة أيضاً يمكن للبشر استخدامها للحد من الآثار السلبية للإجهادات على الكائنات الحية.

## البرد
يُعد البرد أحد أنواع الإجهاد اللاأحيائي الذي يمتلك تأثيراً كبيراً على المزارعين، إذ يؤثر البرد على زارعي المحاصيل في كل بلد من بلدان العالم. يعاني المزارعين من خسائر فادحة في غلال المحاصيل بسبب برودة الطقس الشديدة التي تعيق نمو المحاصيل. (شيونغ وزو، 2001).
لقد خطط البشر لزرع المحاصيل على مدار الفصول، وبالرغم من القدرة على التنبؤ بالفصول إلى حدٍ ما؛ إلا أن العواصف غير المتوقعة أو موجات الحر أو موجات البرد تستطيع تدمير المواسم الزراعية (سوزوكي وميتلر، 2006).
تمثل (ROS) أنواع الأوكسجين التفاعلية التي تلعب دوراً هاماً كوسيط للتفاعلات التي تحدث أثناء عمليات النقل في النبات، وقد تبين أن الإجهاد البارد يحسن عملية النسخ وعمل البروتين ونشاط مختلف أنزيمات الأوكسجين التفاعلية المُنقية. يساهم الضغط المنخفض مع درجات الحرارة المنخفضة في زيادة تراكم غازات H2 وO2 في خلايا النباتات (سوزوكي وميتلر، 2006).
تستطيع النباتات أن تتأقلم مع درجات الحرارة المنخفضة أو حتى درجة حرارة التجمد، وتتنشط الجينات المُستقبلة للبرد فيها في حال اجتياز هذه النباتات موجة البرد الخفيفة، وتتكيف جينات هذه النباتات للتعامل مع درجات الحرارة المنخفضة في حال تعرضها لدرجة حرارة منخفضة مرة أخرى، وهي تستطيع البقاء على قيد الحياة حتى عند تعرضها لدرجات حرارة دون درجة التجمد إذا نُشطت الجينات المناسبة (سوزوكي وميتلر، 2006).

## الحرارة
يسبب الإجهاد الحراري مشاكل في وظائف الميتوكوندريون، ويمكن أن يؤدي إلى تلف تفاعلات «الأكسدة-الاختزال». يُعتقد أن منشطات مستقبلات الإجهاد الحراري ودفاعاته مُرتبطة بأنواع الأوكسجين التفاعلية. تُعتبر الحرارة شيئاً آخراً تستطيع النباتات أن تتعامل معه في حال حصولها على المعالجة المناسبة، هذا يعني أن النباتات ستكون أكثر قدرة على التأقلم مع التغير الحاصل في درجات الحرارة إذا ارتفعت درجة الحرارة تدريجياً، إذ تؤدي الزيادة المفاجئة في درجات الحرارة إلى إلحاق ضرر بالنباتات لعدم امتلاك خلاياها ومستقبلاتها الوقت الكافي كي تتهيأ لمواجهة التغير الكبير الحاصل في درجات الحرارة.
يُمكن أن يمتلك الإجهاد الحراري تأثيراً ضاراً على عملية تكاثر النباتات، إذ يمكن أن يسبب تغير 10 درجات أو أكثر فوق درجات الحرارة المُعتادة تأثيراً سلبياً على العديد من الوظائف التكاثرية للنباتات. يُعتبر كل من الإنتاش والانقسام المنصف لحبات الطلع وتطور البويضات وقدرتها على الاستمرار وتطور الجنين ونمو البادرات، مراحل من عملية تكاثر النباتات التي تتأثر بتغير درجات الحرارة (كروس ومكاي ومكهوين وبونهام وسميث، 2003).
أُجريت العديد من الدراسات حول تأثير درجة الحرارة على تكاثر النباتات، أحد هذه الدراسات كان على نبتة الكانولا تحت درجة حرارة 28 مئوية، كانت النتيجة انخفاض حجم النبتة وحفاظها على خصوبتها، وقد أجريت تجربة أخرى على نبتة الكانولا تحت درجة حرارة 32 مئوية، إذ أدت هذه الحرارة إلى عقم النبتة. يبدو أن النباتات تتضرر بسهولة كبيرة تحت تأثير درجات الحرارة المرتفعة أثناء المرحلة المُتأخرة لحمل الأزهار وحتى المرحلة المبكرة لنمو البذور (كروس ومكاي ومكهوين وبونهام وسميث، 2003).

## الريح
تُعد الريح جزءاً كبيراً من الإجهاد اللا أحيائي، فببساطة لا يوجد وسيلة لمنع هبوب الريح، وتعد بالتأكيد مشكلة أكبر في بعض أنحاء العالم من غيرها من المناطق، كما في المناطق القاحلة مثل الصحاري المُعرضة بشكل كبير للتعرية بفعل الرياح الطبيعية، إذ لا تحوي هذه الأنواع من المناطق على أي نباتات تُثبّت جزيئات التربة في مكانها. لا يوجد طريقة لإيقاف هبوب الرياح بمجرد أن تبدأ في نفخ التربة المحيطة، ويبقى عدم هبوب الرياح هو الفرصة الوحيدة للحفاظ على التربة في مكانها، وهذا الأمر عادةً ليس بخيار.
يُعتبر نمو النباتات في المناطق التي تهب فيها الريح محدوداً للغاية، لأن الريح تسبب تحركاً مستمراً لجزئيات التربة، الأمر الذي يعدم فرصة النباتات لتطوير نظام الجذور الخاص بها. تتصف التربة التي تنفخها الريح كثيراً بالجفاف الشديد، وهذا الأمر لا يترك إلا القليل من المُغذيات التي تستطيع تعزيز نمو النباتات.
عادةً ما تكون الأراضي الزراعية عُرضةً للتعرية بفعل الريح، وذلك لأن معظم المزارعين لا يزرعون محاصيلاً في الحقول خلال المواسم التي لا توجد فيها محاصيلهم الرئيسية، بل يتركون أرضهم مفتوحة ومكشوفة ببساطة. تصبح الطبقة العليا للتربة مشابهة للبودرة عندما تكون التربة جافة، إذ تُلتقط هذه الطبقة وتُحمل لأميال عند هبوب الريح، وهذا ما حدث تماماً خلال فترة «قصعة الغبار» التي حدثت في الثلاثينيات. سمح مزيج الجفاف والممارسات الزراعية السيئة للرياح أن تنقل آلاف الأطنان من الأوساخ من منطقة إلى أخرى.
تُعتبر الريح أحد العوامل التي يستطيع البشر التحكم فيها حقاً عبر تطبيق بعض الممارسات الزراعية الجيدة، لا تَترُك الأرض عارية وبدون أي نوع من النباتات المزروعة، ويجب عليك تغطية الأرض خاصة خلال المواسم الجافة، لأن التربة الجافة تتحرك بسهولة أكبر من التربة الرطبة تحت تأثير الريح.
عادةً ما تكون ظروف نمو النباتات أفضل عندما لا تنفخ الريح التربة، إذ لا يمكن أن تنمو النباتات في التربة التي تنفخها الريح باستمرار، فلا يبقى الوقت الكافي لأنظمة الجذر الخاصة بها كي تبني نفسها.

## القحط
يُعتبر القحط ضاراً للغاية لجميع أنواع نمو النباتات، إذ تفقد التربة الكثير من المُغذيات المهمة لدعم نمو النباتات عندما تكون جافة من المياه. يُعزز القحط أيضاً آثار الريح، إذ تصبح التربة جافة جداً وخفيفة عند حدوث القحط، الأمر الذي يساعد الرياح على التقاط الأوساخ الجافة وحملها بعيداً معها. يُدهور هذا الفعل من مستوى التربة ويخلق وسطاً فقيراً يعيق نمو النباتات.

## تكيف النباتات
تعرضت النباتات لعناصر الإجهاد منذ آلاف السنين، وتطورت خلال هذا الوقت من أجل تقليل آثار الإجهاد اللا أحيائي، إذ يُعتبر توصيل الإشارة هو الآلية المسؤولة عن تكيف النباتات (شيونغ وزو، 2001). اكتُشف العديد من شبكات نقل الإشارات ودُرست في الأنظمة الميكروبية والحيوانية. ما تزال هناك معرفة محدودة في مجال النبات؛ وذلك لأنه من الصعب للغاية العثور على الأنماط الشكلية التي تتأثر بعوامل الإجهادات في النباتات. تُعتبر هذه الأنماط ذات قيمة للباحثين، فهم يحتاجون إلى معرفة الأنماط الشكلية حتى يتمكنوا من إنشاء طريقة للكشف عن الجينات المتحولة. تُعتبر الطفرات هي المفتاح لإيجاد مسارات الإشارة في الكائنات الحية.
من السهل إجراء الاختبارات على الحيوانات والميكروبات، وذلك نظراً لأنها تُظهر تفاعلاً سريعاً إلى حدٍ ما عند تطبيق عامل إجهاد عليها، الأمر الذي يؤدي إلى عزل الجين المحدد بسهولة. أُجريت عقود من الأبحاث حول تأثيرات درجة الحرارة والقحط والملوحة، ولكن مع القليل من الإجابات فقط.